# Adoretus nubilus
Adoretus nubilus är en skalbaggsart som beskrevs av Eugène Benderitter 1928. 
Adoretus nubilus ingår i släktet Adoretus och familjen Rutelidae. Inga underarter finns listade i Catalogue of Life.